# Monumento a la coima
Se conoce como monumento a la coima a una escultura situada en la fachada del antiguo Ministerio de Obras Públicas de Buenos Aires (Argentina), hoy Ministerio de Salud, en la Avenida 9 de Julio. La obra fue ideada por el arquitecto Alberto Belgrano Blanco y materializada por José Hortal, en ese entonces director nacional de arquitectura. Es una obra que se encuentra dentro del estilo racionalista popular en los años 30.

## Carácter

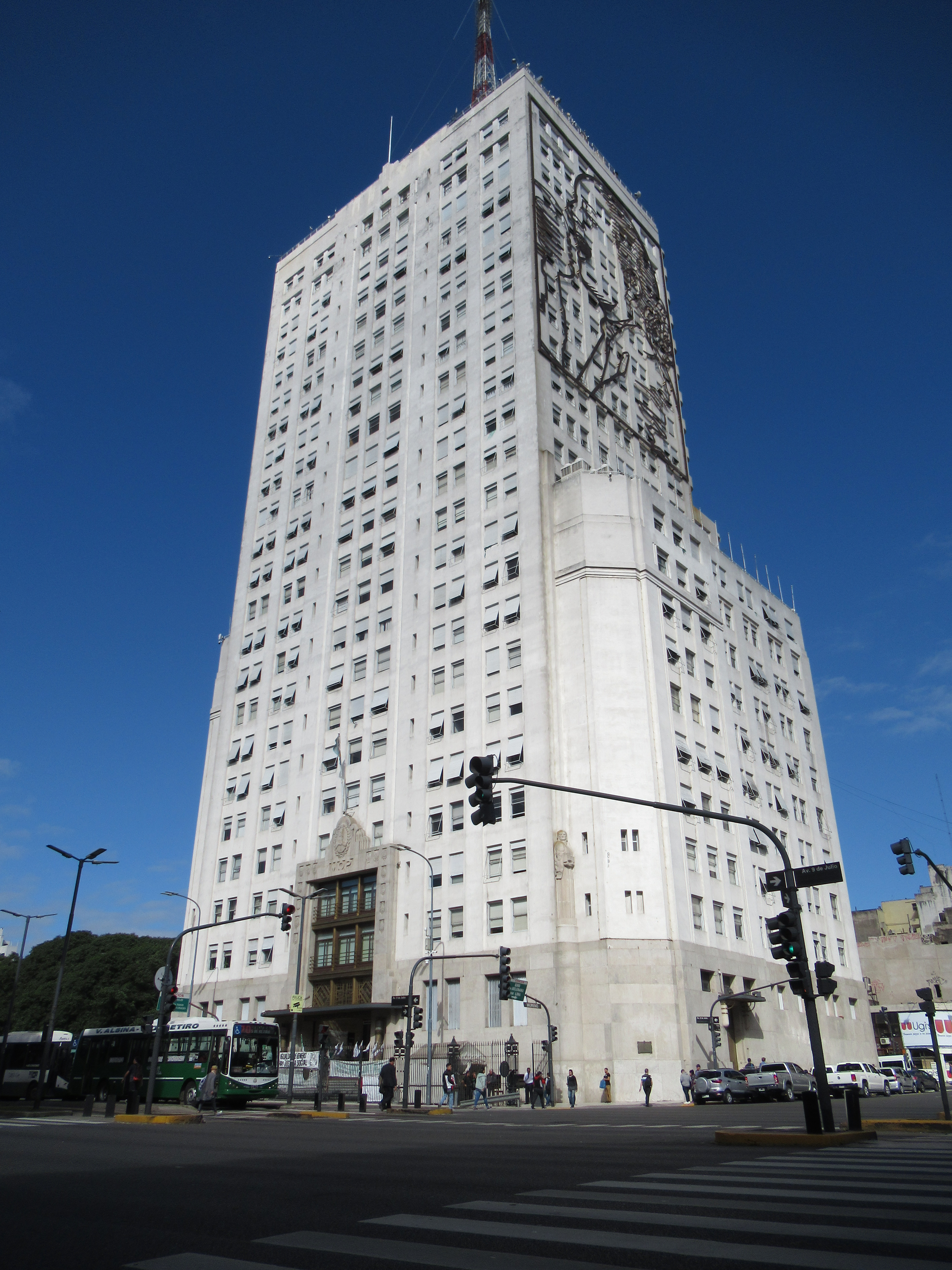
Vista del edificio.

A pesar del nombre con el que popularmente es conocida, esta escultura no es propiamente un monumento sino una simple pieza decorativa del conjunto arquitectónico. Aun así, este nombre está muy extendido hasta el punto de mencionarse en las guías de turismo oficiales.
Si bien durante muchos años ha pasado desapercibida, durante los últimos años su existencia ha saltado a la actualidad en relación con casos de corrupción y clientelismo con las contratas de obras en la Administración, tanto en Argentina como en el extranjero.

## Descripción
El edificio es de estilo racionalista, pero con elementos art déco tales como esta escultura. En ella se representa a una persona que porta una caja en una mano, mientras tiene la otra en pronación y con la palma de la mano vuelta, en actitud de recoger una propina.

## Historia

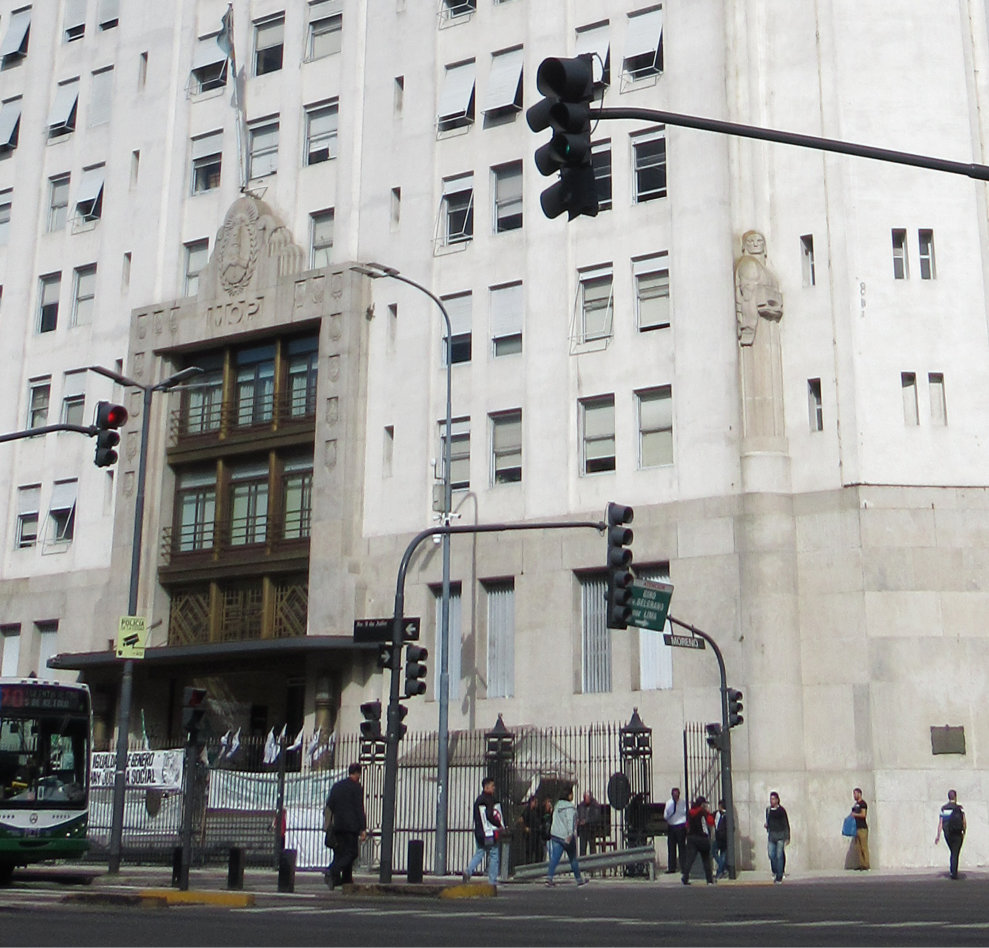
Detalle de la fachada; puede verse la escultura en su lado derecho.

El edificio fue diseñado por el arquitecto Alberto Belgrano Blanco, y ejecutado por José Hortal (a la sazón Director Nacional de Arquitectura). Su construcción se inició en 1933, y fue el primer rascacielos de Buenos Aires (93 m de altura, 22 pisos). En este edificio se realizó en 1951 la primera emisión televisiva de Argentina, así como el mismo año el "Discurso del Renunciamiento" de Eva Duarte de Perón.
En cuanto a la escultura, pese a que la versión oficial no lo confirma (ya que no aparece ni en el proyecto del edificio, ni en los planos, ni en archivo alguno) diversos historiadores y arquitectos dan por cierto que su confección fue una denuncia espontánea de los sobornos (coimas) que abundaban en las concesiones de obra pública en la Argentina de los años 30. Según algunos la iniciativa fue de José Hortal, frente a las presiones que estaba sufriendo en relación con el conflicto que esta obra suponía en la planificación de la Avenida 9 de Julio. No obstante, hoy en día se da por cierto que la escultura fue realizada por el artista Troiano Troiani.
Actualmente, el edificio es conocido principalmente por la imagen de Eva Perón, que fue instalada en el mismo en 2010 a iniciativa de la ex presidenta peronista Cristina Fernández de Kirchner.